# Alfons z Ossoria
Blahoslavený Alfons z Ossoria byl španělský řeholník Řádu mercedariánských rytířů.

## Život
Byl mercedariánským řeholníkem a misionářem který byl s bl. Františkem z Torquemady poslán evangelizovat Brazilskou zemi. Byli slavní svou svatostí a zázraky, Kristovými pastýři duší.
Jeho svátek je oslavován 13. října.